# Hương thơm từ núi lạ
Hương thơm từ núi lạ (tiếng Anh: A Good Scent from a Strange Mountain) là một tập truyện ngắn của Robert Olen Butler được xuất bản năm 1992. Tác phẩm đã đem lại cho tác giả giải Pulitzer cho tác phẩm hư cấu năm 1993. Mỗi câu chuyện trong tập được kể bởi một người Mỹ gốc Việt đang cư ngụ tại Louisiana. Chủ đề chủ yếu trong tập truyện là sự khác biệt văn hóa giữa Mỹ và Việt Nam. Nhiều câu chuyện đã được xuất bản trước đó ở nhiều nguyệt san. Năm 2001, tập truyện được tái xuất bản, với hai câu chuyện được thêm vào.